# Ulodidae
Ulodidae là một family of beetles, in the large suborder Polyphaga.

## Hình ảnh

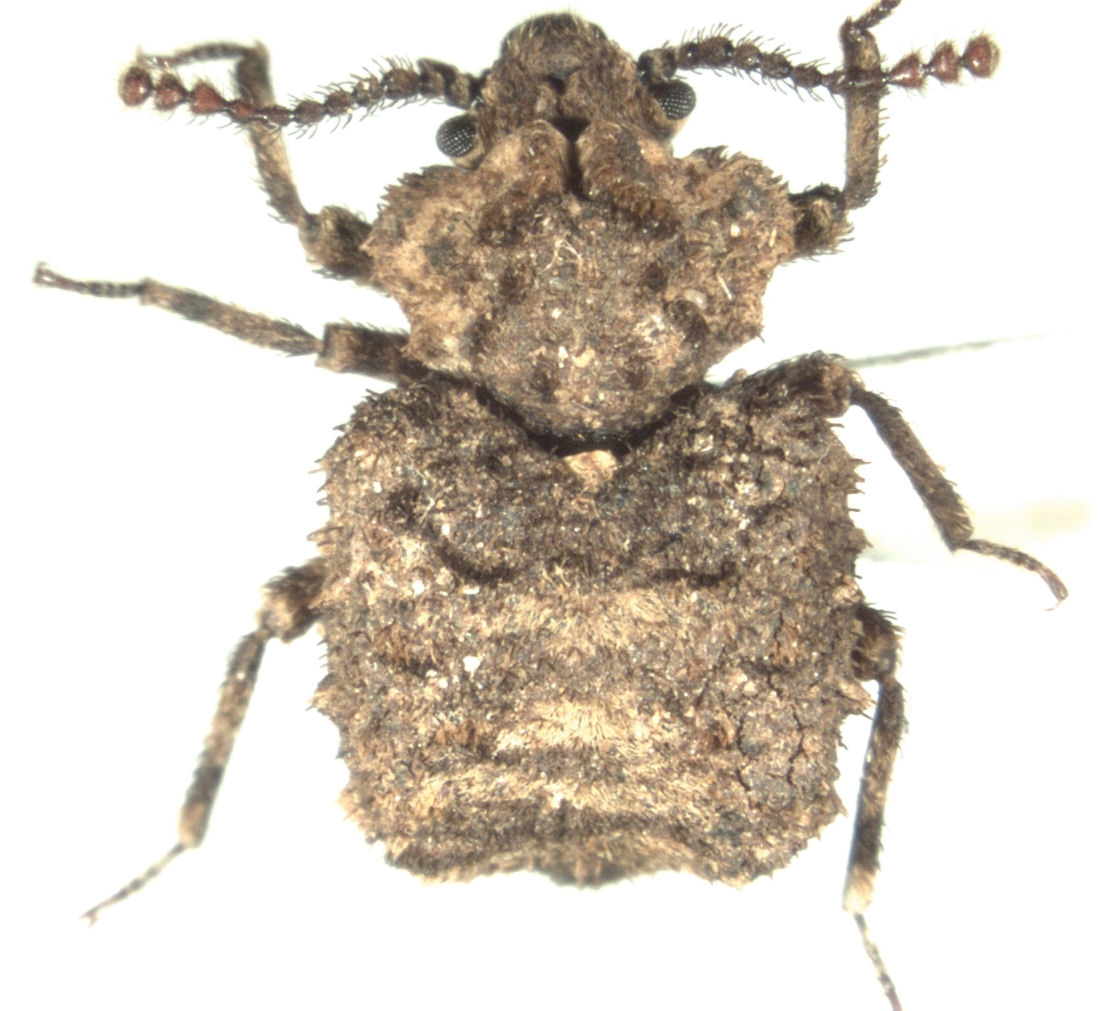
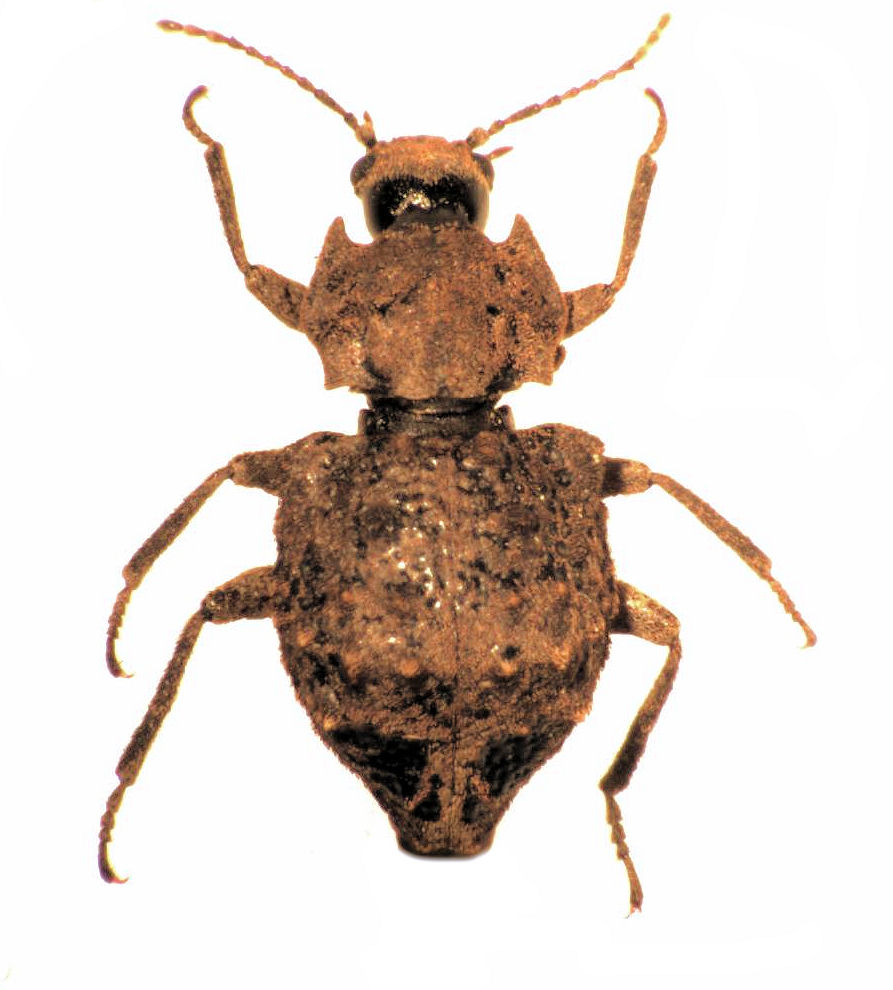